# Muszyna
Muszyna ist eine Kleinstadt in der polnischen Woiwodschaft Kleinpolen und hat zirka 4900 Einwohner. Die Stadt ist ein staatlich anerkannter Kurort. Sie ist Sitz der gleichnamigen Stadt-und-Land-Gemeinde mit etwa 11.600 Einwohnern.

## Geographie

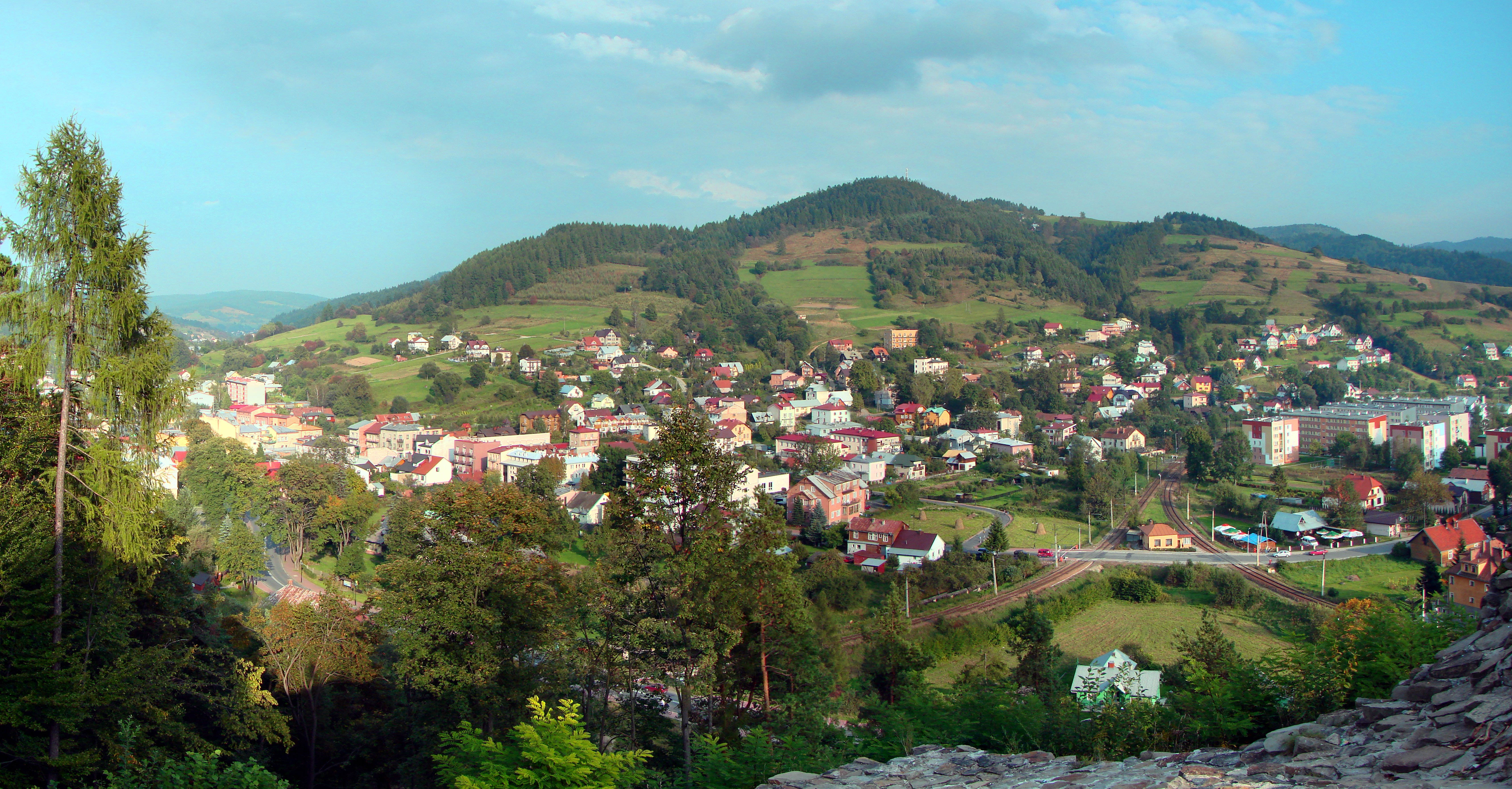
Panorama der Stadt

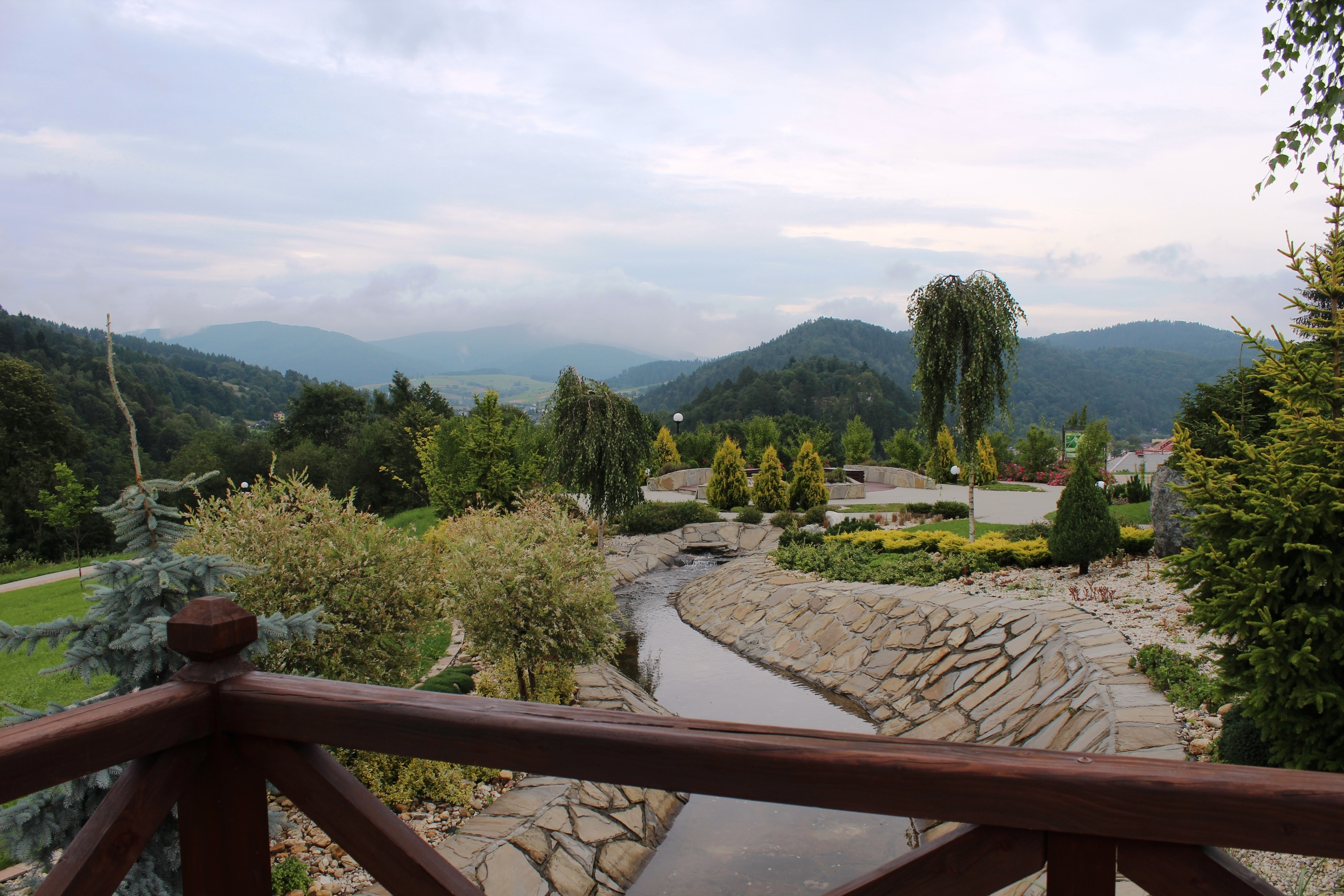
Kurpark

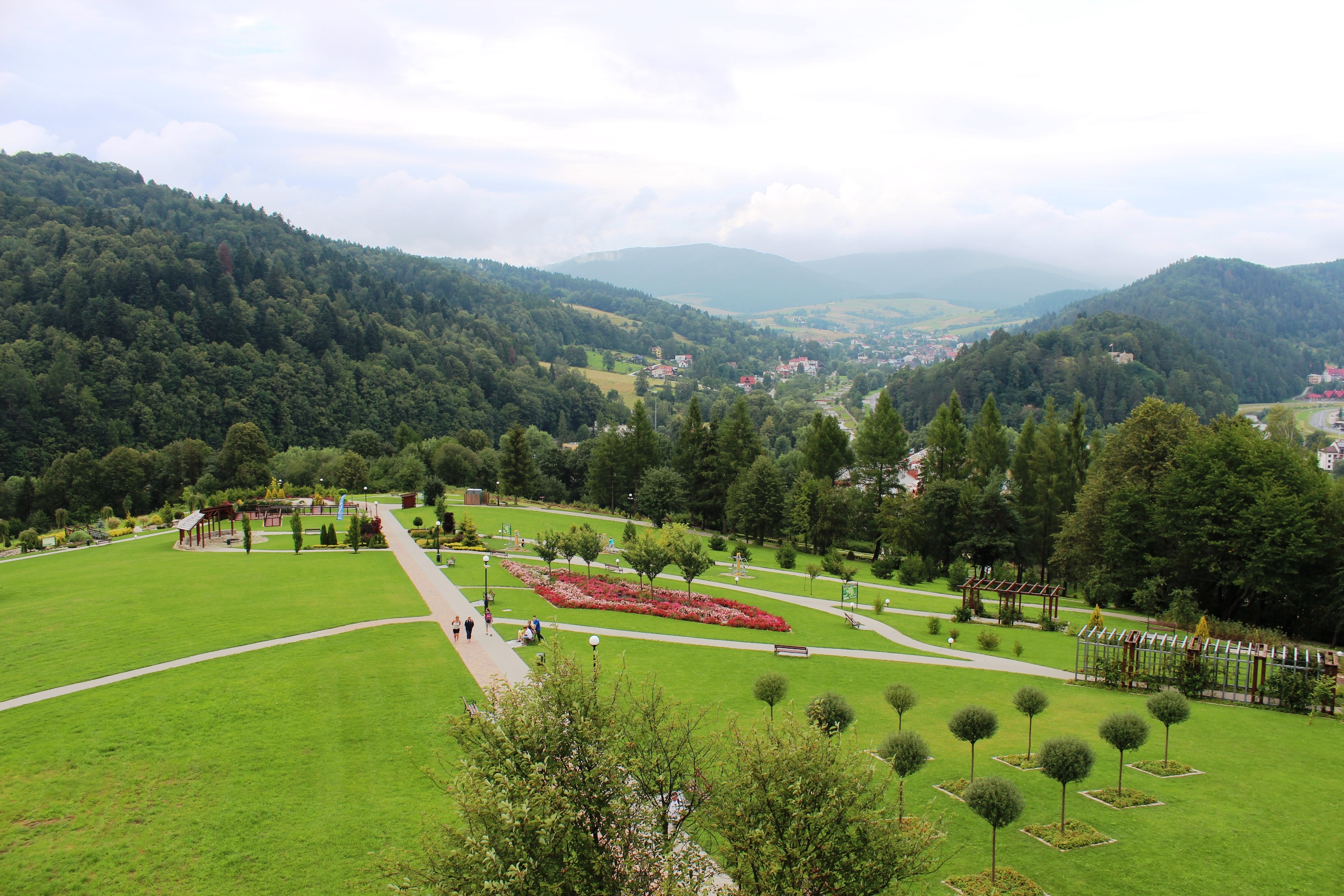
Kurpark

Der Ort liegt im Tal des Flusses Poprad und zwei seiner Nebenflüsse, auf einer Höhe von ca. 450 m über dem Meeresspiegel, in der Nähe der slowakischen Grenze und ist ein Teil des Powiats Nowosądecki. Muszyna ist etwa 11 km von Krynica-Zdrój entfernt.

## Geschichte
Muszyna wurde erstmals im Jahr 1209 erwähnt. Seit 1288 gehörte es zum Land Muszyna, einer Latifundie der Krakauer Bischöfe. 1301 entstand die Burg Muszyna. Nach 1781 wurde das Land Muszyna als Kammergut der Habsburger verwaltet. 1918 kam der Ort an die Zweite Polnische Republik. In der Umgebung befinden sich Mineralbrunnen, daher entwickelte sich der Kurort. Von 1975 bis 1998 gehörte die Stadt administrativ zur Wojewodschaft Nowy Sącz.

## Gemeinde
Zur Stadt-und-Land-Gemeinde gehören neben der Stadt Muszyna zehn Dörfer mit Schulzenämtern.

### Partnergemeinden
- Hammelburg, Deutschland
- Sulín, Slowakei

## Persönlichkeiten
- Stanisław Wilczyński (1900–1982), Skilangläufer
- Zbigniew Bujarski (1933–2018), Komponist und Maler
- Adam Ziemianin (* 1948), Dichter

## Verkehr
Muszyna hat einen Bahnhof an der Bahnstrecke Tarnów–Leluchów, die weiter in die Slowakei führt. Eine Nebenstrecke führt nach Krynica-Zdrój.

## Sport
Der Verein MKS Muszynianka Fakro Muszyna war polnischer Meister im Volleyball und nimmt als Bank BPS Fakro Muszyna an der Volleyball Champions League 2011/12 (Frauen) teil.
Die Fußballmannschaft Poprad Muszyna spielt in der 3. polnischen Liga.

## Siehe auch

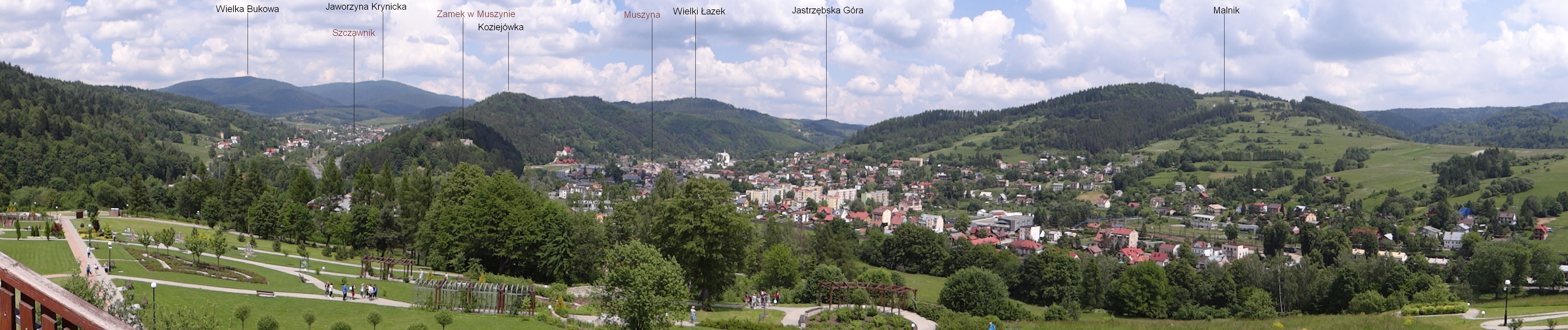
Panorama von der Ruine der Burg Muszyna